# Pendleton Act

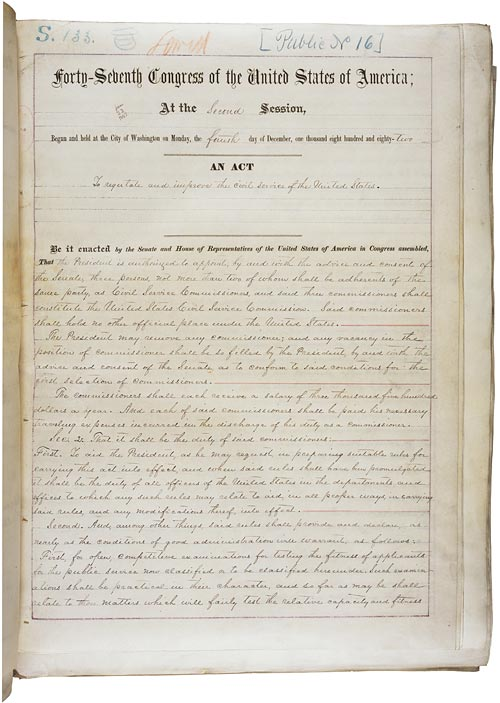
Erste Seite des Gesetzestextes

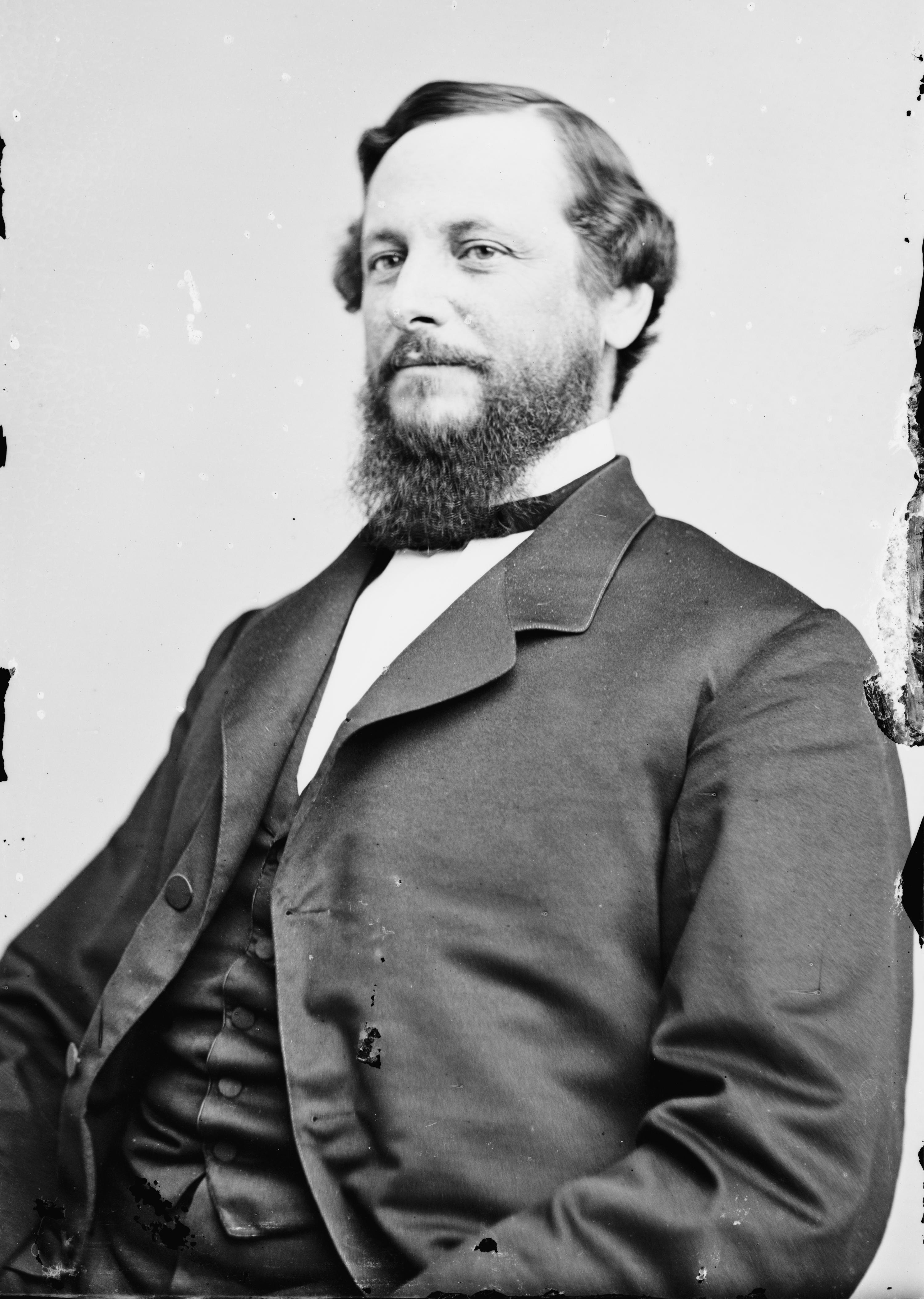
Der namensgebende Senator George Pendleton

Der Pendleton Civil Service Act ist ein Bundesgesetz in den Vereinigten Staaten von Amerika, welches im Januar 1883 unter dem Präsidenten Chester A. Arthur vom Kongress als Verwaltungsreform verabschiedet wurde. Das Gesetz sollte den Einstellungsprozess von Bundesbeamten dahingehend verbessern, dass Ämter nicht mehr nach (partei-)politischen Kriterien oder im Rahmen persönlicher Loyalitätsnetzwerke vergeben werden, wie dies unter dem sogenannten Spoils-System oftmals der Fall war. Stattdessen soll die fachliche Qualifikation ausschlaggebend sein. Damit richtete sich das Gesetz gegen die Interessen der innerhalb der Republikanischen Partei damals mächtigen Fraktion der Stalwarts, welche stark auf politische Patronagenetze setzten und denen Präsident Arthur lange selbst angehört hatte.

## Historischer Kontext

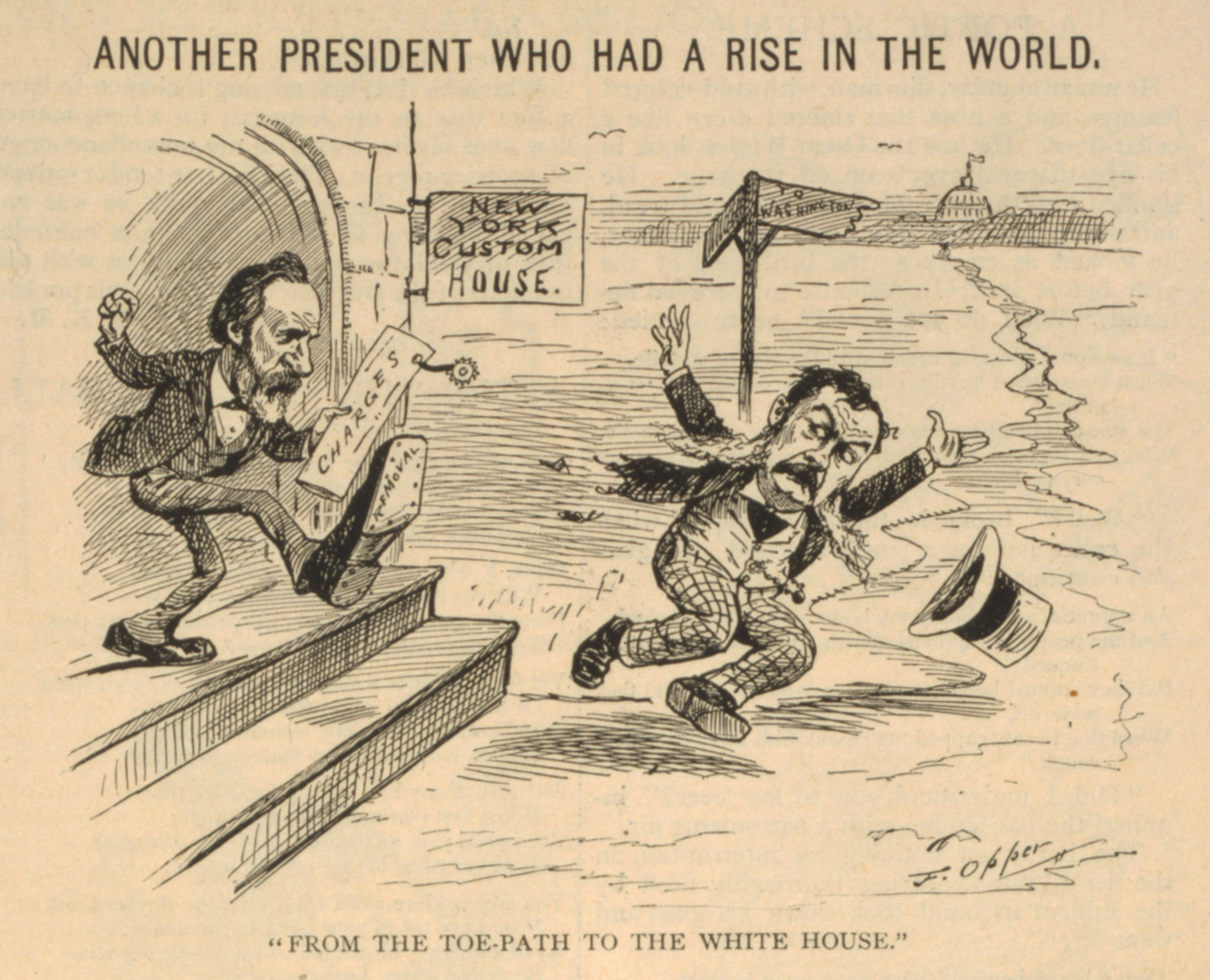
Karikatur auf die unerwartete Karriere des Chester A. Arthur: Präsident Hayes wirft ihn aus dem New Yorker Zollgebäude, rechts ist jedoch schon der Weg nach Washington, D.C. zu erkennen

Seit der Präsidentschaft des Demokraten Andrew Jackson (1829–1837) hatte das Spoils-System bestanden. Wichtige Verwaltungsämter wurden oftmals als Belohnung an treue politische Mitstreiter vergeben. Während des Bürgerkrieges (1861–1865) hatte sich unter republikanischer Herrschaft die „Verfilzung“ des Verwaltungsapparats noch verstärkt, was teilweise auch der Ausnahmesituation und der im Krieg nötigen Koordination zwischen Politik, Verwaltung und kriegswichtiger Industrie geschuldet war. Nach dem Sieg der Nordstaaten dominierten die Republikaner und ihre Netzwerke jahrelang das politische Geschehen des Landes. Patronage, Inkompetenz, Unterschlagung und Korruption wurden in den folgenden Jahren immer sichtbarer und wurden auch von der zeitgenössischen Presse sowie der Demokratischen Partei oftmals angeprangert. Vor allem während der Präsidentschaft Ulysses S. Grants (1869–1877) kam es zu Korruptionsskandalen. Sein Nachfolger Rutherford B. Hayes (1877–1881) versuchte bereits, die Personalpolitik zu ändern, und entließ beispielsweise den späteren Präsidenten und damaligen Profiteur des Patronagesystems Chester Arthur von dessen einflussreichem Posten als Chef des New Yorker Hafenzolls. 1881 wurde mit James A. Garfield ein entschiedener Reformer als republikanischer Präsidentschaftskandidat nominiert. Zur Beschwichtigung des reformkritischen „Stalwart“-Flügels der Partei entschied man sich für Chester Arthur als Vizepräsidentschaftskandidat. Im Amt leitete Garfield erste Schritte zur Verwaltungsreform ein, jedoch fiel er bereits nach wenigen Monaten im Amt einem Attentat des selbsterklärten Stalwarts Charles J. Guiteau zum Opfer. Neben einer anzunehmenden Geisteskrankheit war auch die Enttäuschung des Attentäters über das Ausbleiben einer Nominierung für einen Botschafterposten Motiv Gutieaus für den Mord. Garfields Tod ließ den Stalwart Arthur ins Präsidentenamt aufrücken. Zunächst war unklar, ob Arthur den Reformkurs weiterführen würde, war er doch selbst Teil der Stalwart-Maschinerie gewesen. Der neue Präsident emanzipierte sich jedoch von seiner alten politischen Heimat und drängte nun seinerseits auf eine Professionalisierung der Verwaltung. Der neue Präsident tat dies nicht zuletzt, um sein geringes Ansehen im Land zu verbessern: Wegen seines Rufes als Vertreter eines korrupten Apparats und weil er nur durch den Tod des gemeinhin respektierten Garfields „versehentlich“ Präsident wurde, hatten viele Bürger keine hohen Erwartungen an Arthur. Teile der Öffentlichkeit schienen ihm das Amt weder zuzutrauen noch zu gönnen. Das Reformthema stand im Fokus der Zwischenwahlen von 1882. Im Januar 1883 verabschiedete der Kongress unter Führung des Senators George H. Pendleton aus Ohio das Gesetz.

## Inhalt
Zur Sicherstellung der Qualifikation eines Amtsanwärters wurde eine Verwaltungskommission eingerichtet. Kandidaten mussten sich Eignungsprüfungen unterziehen, die ihre objektive Befähigung sicherstellen sollten. Zunächst fielen nur etwa 10 Prozent der Stellen in der Bundesadministration unter das neue Gesetz, aber fast jeder Nachfolger Präsident Arthurs weitete den Geltungsbereich aus. Bis 1980 waren mehr als 90 Prozent der Bundesbediensteten durch das Gesetz geschützt.